# Lista de episódios de Os Eleitos
Aqui segue-se uma lista de episódios da série da OPTO, Os Eleitos, criada por Alexandre Castro, Sandra Santos e Pedro Lopes. Estreou a 29 de dezembro de 2023. A série trata-se de uma série fictícia inserida no universo da novela Papel Principal, que se passa em Monsanto, onde despontam as mais jovens promessas do desporto, tratando-se de um centro de alto rendimento considerado uma autêntica fábrica de campeões cujo um grupo de jovens atletas partilha o mesmo objetivo: tornarem-se os melhores do mundo.

## Resumo
| Temporada | Temporada | Episódios | Episódios | Originalmente exibido  | Originalmente exibido |
| Temporada | Temporada | Episódios | Episódios | Estreia da temporada   | Final da temporada    |
| --------- | --------- | --------- | --------- | ---------------------- | --------------------- |
|           | 1         | 26        | 26        | 29 de dezembro de 2023 | 26 de abril de 2024   |
|           | 2         | 26        | 26        | 3 de maio de 2024      | 30 de agosto de 2024  |
|           | 3         | 26        | 26        | 6 de setembro de 2024  | 31 de janeiro de 2025 |
|           | 4         | 26        | 26        | 7 de fevereiro de 2025 | 13 de junho de 2025   |

## Episódios

### 1.ª temporada (2023-24)
| N.º na série | N.º na temp. | Título                      | Dirigido por                                       | Escrito por                                   | Exibição original      |
| --- | ------------ | --------------------------- | -------------------------------------------------- | --------------------------------------------- | ---------------------- |
| 1 | 1            | "O Acidente"                | João Gomes, Ricardo Inácio e Tiago Alvarez Marques | Alexandre Castro, Sandra Santos e Pedro Lopes | 29 de dezembro de 2023 |
| Diana e Filipa esperam o resultado da prova. Márcio fica em choque quando vê Sérgio a boiar inconsciente, com o sangue a espalhar-se à volta dele.                                                                         |              |                             |                                                    |                                               |                        |
| 2 | 2            | "As Aparências Enganam"     | João Gomes, Ricardo Inácio e Tiago Alvarez Marques | Alexandre Castro, Sandra Santos e Pedro Lopes | 29 de dezembro de 2023 |
| Caetana vai abrir uma investigação, podem estar perante um caso de tentativa de homicídio. |              |                             |                                                    |                                               |                        |
| 3 | 3            | "Novos Colegas"             | João Gomes, Ricardo Inácio e Tiago Alvarez Marques | Alexandre Castro, Sandra Santos e Pedro Lopes | 29 de dezembro de 2023 |
| Diana diz a Ivo que ligaram da polícia, fala sobre uma mensagem anónima. |              |                             |                                                    |                                               |                        |
| 4 | 4            | "O Suspeito"                | João Gomes, Ricardo Inácio e Tiago Alvarez Marques | Alexandre Castro, Sandra Santos e Pedro Lopes | 29 de dezembro de 2023 |
| António conta a Diana o que sabe sobre os comprimidos. Diz-lhe que tem de contar à polícia. |              |                             |                                                    |                                               |                        |
| 5 | 5            | "Isolado"                   | João Gomes, Ricardo Inácio e Tiago Alvarez Marques | Alexandre Castro, Sandra Santos e Pedro Lopes | 29 de dezembro de 2023 |
| João diz a Ivo que vão abrir um inquérito, e que ele pode ser expulso. |              |                             |                                                    |                                               |                        |
| 6 | 6            | "Filha Imperfeita"          | João Gomes, Ricardo Inácio e Tiago Alvarez Marques | Alexandre Castro, Sandra Santos e Pedro Lopes | 5 de janeiro de 2024   |
| Filipa desabafa com Iolanda sobre o pai, diz que ele nunca acreditou nela. Talvez com uma medalha de ouro nos Jogos Olímpicos, acredite nela.                                                                              |              |                             |                                                    |                                               |                        |
| 7 | 7            | "Suspeito"                  | João Gomes, Ricardo Inácio e Tiago Alvarez Marques | Alexandre Castro, Sandra Santos e Pedro Lopes | 12 de janeiro de 2024  |
| Rui está desnorteado, porque foi suspenso até o Ministério Público decidir o que lhe vai acontecer. |              |                             |                                                    |                                               |                        |
| 8 | 8            | "Questão de Peso"           | João Gomes, Ricardo Inácio e Tiago Alvarez Marques | Alexandre Castro, Sandra Santos e Pedro Lopes | 19 de janeiro de 2024  |
| António diz a Olek que está acima do peso, e não pode competir, fica fora de si com esta informação. |              |                             |                                                    |                                               |                        |
| 9 | 9            | "O Roubo"                   | João Gomes, Ricardo Inácio e Tiago Alvarez Marques | Alexandre Castro, Sandra Santos e Pedro Lopes | 26 de janeiro de 2024  |
| José Pedro acha muito estranho a turma quase toda ter tido 18 valores no teste de português. O enunciado do teste foi roubado.                                                                                             |              |                             |                                                    |                                               |                        |
| 10 | 10           | "A Estagiária"              | João Gomes, Ricardo Inácio e Tiago Alvarez Marques | Alexandre Castro, Sandra Santos e Pedro Lopes | 2 de fevereiro de 2024 |
| Liliana queixa-se de Cláudia. João diz que ela é uma ótima profissional, que tem que ter mais calma. Maria Elisa fica irritada ao vê-los conversar.                                                                        |              |                             |                                                    |                                               |                        |
| 11 | 11           | "Dor"                       | João Gomes, Ricardo Inácio e Tiago Alvarez Marques | Alexandre Castro, Sandra Santos e Pedro Lopes | 9 de fevereiro de 2024 |
| Ivo conta a Diana que vai ter de ser operado. Diana num impulso beija-o e diz-lhe que mentiu, gosta dele. |              |                             |                                                    |                                               |                        |
| 12 | 12           | "Tu Também?"                | João Gomes, Ricardo Inácio e Tiago Alvarez Marques | Alexandre Castro, Sandra Santos e Pedro Lopes | 9 de fevereiro de 2024 |
| Filipa vasculha as coisas de Diana para tentar encontrar alguma coisa que a ligue a Ivo e descobre que Gabriela é apaixonada por Diana.                                                                                    |              |                             |                                                    |                                               |                        |
| 13 | 13           | "Por Amor"                  | João Gomes, Ricardo Inácio e Tiago Alvarez Marques | Alexandre Castro, Sandra Santos e Pedro Lopes | 9 de fevereiro de 2024 |
| Manuela disfarça a nódoa negra no olho. Paulão apanha Armando a bater em Manuela e descontrola-se. Matias tenta travá-lo, mas não consegue.                                                                                |              |                             |                                                    |                                               |                        |
| 14 | 14           | "Fim-de-semana na Academia" | João Gomes, Ricardo Inácio e Tiago Alvarez Marques | Alexandre Castro, Sandra Santos e Pedro Lopes | 9 de fevereiro de 2024 |
| Diana repara numa caixa de jogo do irmão fora do sítio, vai ver e descobre uma pen. O conteúdo é suspeito. |              |                             |                                                    |                                               |                        |
| 15 | 15           | "Xenofobia"                 | João Gomes, Ricardo Inácio e Tiago Alvarez Marques | Alexandre Castro, Sandra Santos e Pedro Lopes | 1 de março de 2024     |
| Maria Elisa faz mega surpresa a Márcio, dá-lhe os parabéns, já é Português. Telmo ouve e não gosta, discutem, e andam aos empurrões.                                                                                       |              |                             |                                                    |                                               |                        |
| 16 | 16           | "Plágio"                    | João Gomes, Ricardo Inácio e Tiago Alvarez Marques | Alexandre Castro, Sandra Santos e Pedro Lopes | 8 de março de 2024     |
| Diana e Joel apercebem-se de que o seu trabalho de português foi roubado durante a apresentação de Raquel e Telmo. Mas não há provas. Ou há?                                                                               |              |                             |                                                    |                                               |                        |
| 17 | 17           | "Preparado"                 | João Gomes, Ricardo Inácio e Tiago Alvarez Marques | Alexandre Castro, Sandra Santos e Pedro Lopes | 15 de março de 2024    |
| Bernardo recebe a notícia de que entrou na Academia! Depois da festa de boas-vindas, Bernardo treina com Olek. O judoca faz-se de forte, mas está preocupado. Estará preparado?                                            |              |                             |                                                    |                                               |                        |
| 18 | 18           | "A Festa"                   | João Gomes, Ricardo Inácio e Tiago Alvarez Marques | Alexandre Castro, Sandra Santos e Pedro Lopes | 22 de março de 2024    |
| Os alunos organizam uma festa de angariação de fundos para ajudar os pais de Rui. Raquel adultera a bebida de Diana, mas quem acaba por beber é Maria Elisa.                                                               |              |                             |                                                    |                                               |                        |
| 19 | 19           | "Fantasma do Passado"       | João Gomes, Ricardo Inácio e Tiago Alvarez Marques | Alexandre Castro, Sandra Santos e Pedro Lopes | 29 de março de 2024    |
| Maria Elisa pede a Gabi para esquecer e não comentar a violação com ninguém. Diana descobre que Maria Elisa recebia mensagens de um perfil falso do irmão, Maria Elisa é mais uma suspeita.                                |              |                             |                                                    |                                               |                        |
| 20 | 20           | "Salto de Fé"               | João Gomes, Ricardo Inácio e Tiago Alvarez Marques | Alexandre Castro, Sandra Santos e Pedro Lopes | 29 de março de 2024    |
| Liliana é chamada ao gabinete do diretor, teme o pior. Vasco sai de casa, declara-se a Célia e deixam-se levar. Joel e Diana encontram-se para jantar e acabam por beijar-se.                                              |              |                             |                                                    |                                               |                        |
| 21 | 21           | "Burnout"                   | João Gomes, Ricardo Inácio e Tiago Alvarez Marques | Alexandre Castro, Sandra Santos e Pedro Lopes | 29 de março de 2024    |
| Iolanda dá palestra sobre saúde mental, devido à pressão que os atletas sofrem. Filipa está esgotada, mas não dá a parte fraca. Gabi desaparece.                                                                           |              |                             |                                                    |                                               |                        |
| 22 | 22           | "Juntos Somos Mais Fortes"  | João Gomes, Ricardo Inácio e Tiago Alvarez Marques | Alexandre Castro, Sandra Santos e Pedro Lopes | 29 de março de 2024    |
| Todos se dizem culpados pelo que aconteceu a Gabi. Diana não consegue conter as lágrimas, lembra-se da conversa que teve com Gabriela, acha que sabe onde ela está.                                                        |              |                             |                                                    |                                               |                        |
| 23 | 23           | "Divórcio"                  | João Gomes, Ricardo Inácio e Tiago Alvarez Marques | Alexandre Castro, Sandra Santos e Pedro Lopes | 5 de abril de 2024     |
| Vasco quer avançar com o divórcio. Sílvia fica arrasada. Diana entra em casa com Ivo, ouvem risos vindos do quarto. Diana não o deixa entrar, mas Vasco e Célia aparecem na sala.                                          |              |                             |                                                    |                                               |                        |
| 24 | 24           | "Suspensão"                 | João Gomes, Ricardo Inácio e Tiago Alvarez Marques | Alexandre Castro, Sandra Santos e Pedro Lopes | 12 de abril de 2024    |
| O Diretor João Martins, chantageado pelo pai de Filipa, escreve um email a cancelar a inscrição de Filipa na competição, mas diz que foi Diana. Filipa e Diana lutam. João expulsa Diana e Filipa por tempo indeterminado. |              |                             |                                                    |                                               |                        |
| 25 | 25           | "A Revelação"               | João Gomes, Ricardo Inácio e Tiago Alvarez Marques | Alexandre Castro, Sandra Santos e Pedro Lopes | 19 de abril de 2024    |
| João entra no gabinete e depara-se com um vídeo revelador a passar no seu tablet e um bilhete para se dirigir à piscina. Diana confronta João, enquanto Filipa grava tudo, escondida.                                      |              |                             |                                                    |                                               |                        |
| 26 | 26           | "Verdade"                   | João Gomes, Ricardo Inácio e Tiago Alvarez Marques | Alexandre Castro, Sandra Santos e Pedro Lopes | 26 de abril de 2024    |
| Todos aguardam ansiosos por uma decisão que vai mudar o rumo da Academia. Célia vê movimentação de médicos e enfermeiros à porta do quarto de Sérgio e teme o pior.                                                        |              |                             |                                                    |                                               |                        |

### 2.ª temporada (2024)
| N.º na série | N.º na temp. | Título                 | Dirigido por                                       | Escrito por                                   | Exibição original    |
| --- | ------------ | ---------------------- | -------------------------------------------------- | --------------------------------------------- | -------------------- |
| 27 | 1            | "O Pacto"              | João Gomes, Ricardo Inácio e Tiago Alvarez Marques | Alexandre Castro, Sandra Santos e Pedro Lopes | 3 de maio de 2024    |
| Uma atleta chinesa desaparece depois do torneio internacional de atletismo. Diana e Gabriela estão ligadas ao seu desaparecimento. |              |                        |                                                    |                                               |                      |
| 28 | 2            | "Onde é Que Ela Está?" | João Gomes, Ricardo Inácio e Tiago Alvarez Marques | Alexandre Castro, Sandra Santos e Pedro Lopes | 10 de maio de 2024   |
| Todos aguardam pela polícia para serem interrogados pelo desaparecimento de Min Ji. Matias está muito nervoso. Diana está tensa mas mantém a postura. |              |                        |                                                    |                                               |                      |
| 29 | 3            | "Tempestade"           | João Gomes, Ricardo Inácio e Tiago Alvarez Marques | Alexandre Castro, Sandra Santos e Pedro Lopes | 17 de maio de 2024   |
| Durante uma grande tempestade, Paulão e Olek seguem no corredor às escuras, veem um vulto e ficam aterrorizados. Telmo e Sheila chegam encharcados, ele começa a despir-se, ela fica tensa. Acabam por beijar-se. Raquel ficou sem telemóvel. Fica assustada ao perceber que o teto vai ruir. |              |                        |                                                    |                                               |                      |
| 30 | 4            | "Misturas Perigosas"   | João Gomes, Ricardo Inácio e Tiago Alvarez Marques | Alexandre Castro, Sandra Santos e Pedro Lopes | 24 de maio de 2024   |
| Telmo diz a Diana que Gabriela comentou que ela está a precisar de dinheiro. Diz que sabe de uma forma de a poder ajudar. Combinam em segredo e Diana aceita proposta. |              |                        |                                                    |                                               |                      |
| 31 | 5            | "Fome"                 | João Gomes, Ricardo Inácio e Tiago Alvarez Marques | Alexandre Castro, Sandra Santos e Pedro Lopes | 31 de maio de 2024   |
| Maria Elisa vai treinar, mas acaba por perder as forças e desmaia. As suspeitas de António crescem, a amiga está a desenvolver bulimia. Márcio e Filipa desconfiam de gravidez. |              |                        |                                                    |                                               |                      |
| 32 | 6            | "Desconfiança"         | João Gomes, Ricardo Inácio e Tiago Alvarez Marques | Alexandre Castro, Sandra Santos e Pedro Lopes | 7 de junho de 2024   |
| Paulão está desconfiado e desabafa com Ivo. Diz que ouviu uma conversa de Diana com Gabi sobre Min Ji. Ivo desvaloriza, mas decide investigar a e fica aterrorizado com o que descobre. |              |                        |                                                    |                                               |                      |
| 33 | 7            | "A Madrasta"           | João Gomes, Ricardo Inácio e Tiago Alvarez Marques | Alexandre Castro, Sandra Santos e Pedro Lopes | 14 de junho de 2024  |
| Rogério apresenta Fabiana como sua namorada. Filipa não reage bem e a situação piora quando descobre quem é a filha da nova madrasta. |              |                        |                                                    |                                               |                      |
| 34 | 8            | "Apanhadas"            | João Gomes, Ricardo Inácio e Tiago Alvarez Marques | Alexandre Castro, Sandra Santos e Pedro Lopes | 21 de junho de 2024  |
| Diana procura por Min Ji e fica em choque quando encontra a Polícia. Diana e Gabriela contam a verdade. A inspetora diz-lhes que estão detidas. Min Ji, débil, grava vídeo revelador. |              |                        |                                                    |                                               |                      |
| 35 | 9            | "Recomeçar"            | João Gomes, Ricardo Inácio e Tiago Alvarez Marques | Alexandre Castro, Sandra Santos e Pedro Lopes | 21 de junho de 2024  |
| Ivo e Diana estão cada vez mais cúmplices. Vasco descobre que Silvia está a boicotar a venda da casa, mas avisa-a que estão separados e só quer vender a casa o mais rápido possível. |              |                        |                                                    |                                               |                      |
| 36 | 10           | "Injustiça"            | João Gomes, Ricardo Inácio e Tiago Alvarez Marques | Alexandre Castro, Sandra Santos e Pedro Lopes | 21 de junho de 2024  |
| Carlos provoca Paulão para obter informação sobre Min Ji. Durante o treino, Paulão atinge, acidentalmente, Carlos com o peso. Margarida procura provar a inocência de Paulão. |              |                        |                                                    |                                               |                      |
| 37 | 11           | "Atleta Modelo"        | João Gomes, Ricardo Inácio e Tiago Alvarez Marques | Alexandre Castro, Sandra Santos e Pedro Lopes | 21 de junho de 2024  |
| Iolanda propõe a Rui tirar umas fotografias de modelo para ajudar os pais e não ter de voltar para casa. Filipa fica com ciúmes da atenção que Rui recebe e, decidida, aproxima-se dele e beija-o.                                                                                            |              |                        |                                                    |                                               |                      |
| 38 | 12           | "Decisões Importantes" | João Gomes, Ricardo Inácio e Tiago Alvarez Marques | Alexandre Castro, Sandra Santos e Pedro Lopes | 28 de junho de 2024  |
| Min Ji está cheia de tremores devido a uma infeção. Diana diz a Ivo que não podem levá-la ao hospital. Ivo tem uma ideia, mas outras pessoas vão saber que Min Ji está escondida na Academia.                                                                                                 |              |                        |                                                    |                                               |                      |
| 39 | 13           | "Culpa"                | João Gomes, Ricardo Inácio e Tiago Alvarez Marques | Alexandre Castro, Sandra Santos e Pedro Lopes | 5 de julho de 2024   |
| Diana e Sérgio confrontam Simão. Simão não vê outra alternativa e conta que foi a mãe deles que pediu para parar a investigação. Célia não aguenta mais e conta a verdade sobre o pai deles.                                                                                                  |              |                        |                                                    |                                               |                      |
| 40 | 14           | "Ambição"              | João Gomes, Ricardo Inácio e Tiago Alvarez Marques | Alexandre Castro, Sandra Santos e Pedro Lopes | 12 de julho de 2024  |
| Min Ji tem motivos para estar feliz, a autorização para ficar em Portugal foi concedida. Sérgio e Liliana beijam-se. Filipa tenta abrir os olhos ao pai quanto a Fabiana e Raquel mas ele não lhe dá ouvidos.                                                                                 |              |                        |                                                    |                                               |                      |
| 41 | 15           | "Vingança"             | João Gomes, Ricardo Inácio e Tiago Alvarez Marques | Alexandre Castro, Sandra Santos e Pedro Lopes | 19 de julho de 2024  |
| José Pedro recebe uma denuncia que acusa uma aluna de vender trabalhos e consegue confirmar. Diana fica aflita, foi desmascarada. Ivo e Filipa envolvem-se. |              |                        |                                                    |                                               |                      |
| 42 | 16           | "Racismo"              | João Gomes, Ricardo Inácio e Tiago Alvarez Marques | Alexandre Castro, Sandra Santos e Pedro Lopes | 26 de julho de 2024  |
| A tenista Yona abandona o court por sofrer de racismo durante o campeonato internacional de Ténis. A Academia vai ter bolsas para atletas racializados. |              |                        |                                                    |                                               |                      |
| 43 | 17           | "Contra o Tempo"       | João Gomes, Ricardo Inácio e Tiago Alvarez Marques | Alexandre Castro, Sandra Santos e Pedro Lopes | 2 de agosto de 2024  |
| António avisa Bernardo e Olek que só um deles pode representar Portugal no torneio de judo. Começam as avaliações. Bernardo faz jogo sujo. |              |                        |                                                    |                                               |                      |
| 44 | 18           | "Consequências"        | João Gomes, Ricardo Inácio e Tiago Alvarez Marques | Alexandre Castro, Sandra Santos e Pedro Lopes | 2 de agosto de 2024  |
| Bernardo submete pedido para ficar como aluno interno na academia, contra a vontade dos pais. Bernardo desafia Olek para combate de judo. |              |                        |                                                    |                                               |                      |
| 45 | 19           | "Apostas"              | João Gomes, Ricardo Inácio e Tiago Alvarez Marques | Alexandre Castro, Sandra Santos e Pedro Lopes | 2 de agosto de 2024  |
| Diana descobre que Joel anda metido em apostas e confronta-o. Fica em choque com a justificação do namorado. |              |                        |                                                    |                                               |                      |
| 46 | 20           | "Passados Violentos"   | João Gomes, Ricardo Inácio e Tiago Alvarez Marques | Alexandre Castro, Sandra Santos e Pedro Lopes | 2 de agosto de 2024  |
| Manuela fica muito nervosa ao ver o marido Armando na Academia. Armando vigia Manuela e fica cego de raiva com o que vê. |              |                        |                                                    |                                               |                      |
| 47 | 21           | "Despedidas"           | João Gomes, Ricardo Inácio e Tiago Alvarez Marques | Alexandre Castro, Sandra Santos e Pedro Lopes | 9 de agosto de 2024  |
| António fica emocionado com a festa de boas-vindas na Academia e aproveita para anunciar que vai deixar de ser treinador. Ficam todos em choque. Mas António tem outros planos. |              |                        |                                                    |                                               |                      |
| 48 | 22           | "Agressão"             | João Gomes, Ricardo Inácio e Tiago Alvarez Marques | Alexandre Castro, Sandra Santos e Pedro Lopes | 16 de agosto de 2024 |
| Estão todos em choque com o vídeo de Paulão. Vê-se Paulão a agredir uma rapariga com violência. Paulão jura não ter sido ele. Min Ji recebe um aviso da China. |              |                        |                                                    |                                               |                      |
| 49 | 23           | "Diplomacia"           | João Gomes, Ricardo Inácio e Tiago Alvarez Marques | Alexandre Castro, Sandra Santos e Pedro Lopes | 23 de agosto de 2024 |
| Min Ji precisa da nacionalidade o mais rápido possível. Já não é só ela que está em perigo, os seus amigos também. Gabi sente que nasceu no corpo errado. |              |                        |                                                    |                                               |                      |
| 50 | 24           | "Surpresa"             | João Gomes, Ricardo Inácio e Tiago Alvarez Marques | Alexandre Castro, Sandra Santos e Pedro Lopes | 30 de agosto de 2024 |
| Filipa está decidida em acabar o casamento do pai, não vai desistir. O pai não lhe dá ouvidos, mas Filipa tem agora provas de que Fabiana é uma oportunista. |              |                        |                                                    |                                               |                      |
| 51 | 25           | "Cilada"               | João Gomes, Ricardo Inácio e Tiago Alvarez Marques | Alexandre Castro, Sandra Santos e Pedro Lopes | 30 de agosto de 2024 |
| No aeroporto, a mala de Min Ji desperta interesse. É encontrada droga nas coisas de Min Ji. Sílvia diz a Min Ji que pode ser deportada. |              |                        |                                                    |                                               |                      |
| 52 | 26           | "A Próxima Prova"      | João Gomes, Ricardo Inácio e Tiago Alvarez Marques | Alexandre Castro, Sandra Santos e Pedro Lopes | 30 de agosto de 2024 |
| Min Ji está hospitalizada em estado grave. Paulão está a pensar pedir Min Ji em casamento, talvez assim consiga a nacionalidade. |              |                        |                                                    |                                               |                      |

### 3.ª temporada (2024-25)
| N.º na série | N.º na temp. | Título                            | Dirigido por                                       | Escrito por                                   | Exibição original      |
| --- | ------------ | --------------------------------- | -------------------------------------------------- | --------------------------------------------- | ---------------------- |
| 53 | 1            | "Quantas Vidas Temos?"            | João Gomes, Ricardo Inácio e Tiago Alvarez Marques | Alexandre Castro, Sandra Santos e Pedro Lopes | 6 de setembro de 2024  |
| Cláudia perde o controlo da carrinha. Ivo, Diana, Cláudia e Márcio estão inconscientes. Filipa e Paulão desapareceram. Margarida e António preocupados com a falta de notícias.                     |              |                                   |                                                    |                                               |                        |
| 54 | 2            | "Lágrimas, Esperança e Desespero" | João Gomes, Ricardo Inácio e Tiago Alvarez Marques | Alexandre Castro, Sandra Santos e Pedro Lopes | 13 de setembro de 2024 |
| Ivo raciona comida. Paulão acorda. Márcio não consegue mover-se. Diana, exausta, procura ajuda, avista uma pistola de sinalização e dispara um foguete. Há esperança!                               |              |                                   |                                                    |                                               |                        |
| 55 | 3            | "Marcas Que Ficam"                | João Gomes, Ricardo Inácio e Tiago Alvarez Marques | Alexandre Castro, Sandra Santos e Pedro Lopes | 20 de setembro de 2024 |
| Ivo raciona comida. Paulão acorda. Márcio não consegue mover-se. Diana, exausta, procura ajuda, avista uma pistola de sinalização e dispara um foguete. Há esperança!                               |              |                                   |                                                    |                                               |                        |
| 56 | 4            | "Até à Ribalta"                   | João Gomes, Ricardo Inácio e Tiago Alvarez Marques | Alexandre Castro, Sandra Santos e Pedro Lopes | 27 de setembro de 2024 |
| Raúl reúne-se com os envolvidos no acidente e informa que a perícia concluiu que o acidente ocorreu devido a um pneu danificado que foi rasgado propositadamente.                                   |              |                                   |                                                    |                                               |                        |
| 57 | 5            | "Tudo Sobre Rodas"                | João Gomes, Ricardo Inácio e Tiago Alvarez Marques | Alexandre Castro, Sandra Santos e Pedro Lopes | 4 de outubro de 2024   |
| Vera, recém-chegada à Academia, traz uma novidade: o skate, como modalidade desportiva. Maria Elisa descobre que Márcio teve alta e que os pais o foram buscar para regressarem ao Brasil.          |              |                                   |                                                    |                                               |                        |
| 58 | 6            | "Medo"                            | João Gomes, Ricardo Inácio e Tiago Alvarez Marques | Alexandre Castro, Sandra Santos e Pedro Lopes | 11 de outubro de 2024  |
| Ivo revela ainda estar traumatizado com o acidente. Quando a sua prova não corre bem, Diana sugere pedir ajuda a Iolanda.                                                                           |              |                                   |                                                    |                                               |                        |
| 59 | 7            | "O Atleta da Semana"              | João Gomes, Ricardo Inácio e Tiago Alvarez Marques | Alexandre Castro, Sandra Santos e Pedro Lopes | 18 de outubro de 2024  |
| Raul anuncia um novo evento interno para encontrar o “Atleta da semana” e os atletas dão tudo para ganhar um intercâmbio em Berlim.                                                                 |              |                                   |                                                    |                                               |                        |
| 60 | 8            | "Revolta"                         | João Gomes, Ricardo Inácio e Tiago Alvarez Marques | Alexandre Castro, Sandra Santos e Pedro Lopes | 25 de outubro de 2024  |
| Quando o clube de Paulão declara falência e o seu futuro na Academia fica em risco, gera-se uma onda de revolta e reivindicação entre os atletas. Maria Elisa preocupa-se com a gravidez de Filipa. |              |                                   |                                                    |                                               |                        |
| 61 | 9            | "Começar de Novo"                 | João Gomes, Ricardo Inácio e Tiago Alvarez Marques | Alexandre Castro, Sandra Santos e Pedro Lopes | 1 de novembro de 2024  |
| Sérgio decide tentar antecipar o regresso às competições e todos apoiam. Célia encontra um espaço para abrir a sua casa de salgados.                                                                |              |                                   |                                                    |                                               |                        |
| 62 | 10           | "Acidente Suspeito"               | João Gomes, Ricardo Inácio e Tiago Alvarez Marques | Alexandre Castro, Sandra Santos e Pedro Lopes | 8 de novembro de 2024  |
| Carlos investiga o passado de Raul. Raquel faz um vídeo a gozar com os colegas. Margarida revela que há desenvolvimentos no caso do acidente da carrinha.                                           |              |                                   |                                                    |                                               |                        |
| 63 | 11           | "Poder da Mente"                  | João Gomes, Ricardo Inácio e Tiago Alvarez Marques | Alexandre Castro, Sandra Santos e Pedro Lopes | 15 de novembro de 2024 |
| Rui começa a ser acompanhado por um mental coach para tentar melhorar os seus resultados. Vera encontra algo sobre o passado de Iolanda.                                                            |              |                                   |                                                    |                                               |                        |
| 64 | 12           | "Confissões"                      | João Gomes, Ricardo Inácio e Tiago Alvarez Marques | Alexandre Castro, Sandra Santos e Pedro Lopes | 22 de novembro de 2024 |
| Sílvia não reage bem à relação de Telmo e Sheila. Olek decide fazer ago em relação aos seus sentimentos por Maria Elisa.                                                                            |              |                                   |                                                    |                                               |                        |
| 65 | 13           | "O Regresso"                      | João Gomes, Ricardo Inácio e Tiago Alvarez Marques | Alexandre Castro, Sandra Santos e Pedro Lopes | 29 de novembro de 2024 |
| Márcio regressa à Academia. Um incidente obriga Filipa a revelar que está grávida. |              |                                   |                                                    |                                               |                        |
| 66 | 14           | "Gravidez"                        | João Gomes, Ricardo Inácio e Tiago Alvarez Marques | Alexandre Castro, Sandra Santos e Pedro Lopes | 6 de dezembro de 2024  |
| Filipa finalmente conta a Ivo que ele é o pai do bebé. A gravidez ameaça pôr fim à sua estadia na Academia.                                                                                         |              |                                   |                                                    |                                               |                        |
| 67 | 15           | "Marginalizada"                   | João Gomes, Ricardo Inácio e Tiago Alvarez Marques | Alexandre Castro, Sandra Santos e Pedro Lopes | 13 de dezembro de 2024 |
| Gabriela fica preocupada com os comportamentos de Raquel. Um erro de Cláudia faz com que as fisioterapeutas sejam despedidas.                                                                       |              |                                   |                                                    |                                               |                        |
| 68 | 16           | "Mil Talentos"                    | João Gomes, Ricardo Inácio e Tiago Alvarez Marques | Alexandre Castro, Sandra Santos e Pedro Lopes | 20 de dezembro de 2024 |
| Vera conta a Paulão que é filha de Iolanda e que foi adotada. Bernardo e Tiago disputam a única vaga para representar Portugal num evento.                                                          |              |                                   |                                                    |                                               |                        |
| 69 | 17           | "Novos Rumos"                     | João Gomes, Ricardo Inácio e Tiago Alvarez Marques | Alexandre Castro, Sandra Santos e Pedro Lopes | 20 de dezembro de 2024 |
| Novas regras e métodos de avaliação são implementados na Academia. Quando António se sente mal, Raul decide substituí-lo.                                                                           |              |                                   |                                                    |                                               |                        |
| 70 | 18           | "Fraude"                          | João Gomes, Ricardo Inácio e Tiago Alvarez Marques | Alexandre Castro, Sandra Santos e Pedro Lopes | 20 de dezembro de 2024 |
| Os suplementos proteicos que Diana promove são apreendidos pela ASAE. Vera pede baixa psicológica para sair da Academia.                                                                            |              |                                   |                                                    |                                               |                        |
| 71 | 19           | "Contra Tudo e Contra Todos"      | João Gomes, Ricardo Inácio e Tiago Alvarez Marques | Alexandre Castro, Sandra Santos e Pedro Lopes | 20 de dezembro de 2024 |
| Contra todos, Filipa está decidida a provar que a gravidez não vai afetar a sua carreira e encontra em Diana uma aliada inesperada.                                                                 |              |                                   |                                                    |                                               |                        |
| 72 | 20           | "Crush"                           | João Gomes, Ricardo Inácio e Tiago Alvarez Marques | Alexandre Castro, Sandra Santos e Pedro Lopes | 20 de dezembro de 2024 |
| Gabriela confidencia em Iolanda sobre a sua vida pessoal e, ao celebrar a vitória num evento, num impulso, beija Raquel.                                                                            |              |                                   |                                                    |                                               |                        |
| 73 | 21           | "Por um Fio"                      | João Gomes, Ricardo Inácio e Tiago Alvarez Marques | Alexandre Castro, Sandra Santos e Pedro Lopes | 27 de dezembro de 2024 |
| Ivo é obrigado a escolher entre fazer o que está certo e continuar uma prova decisiva para o seu futuro na Academia. Joel faz audições para a peça da escola.                                       |              |                                   |                                                    |                                               |                        |
| 74 | 22           | "De Volta ao Jogo"                | João Gomes, Ricardo Inácio e Tiago Alvarez Marques | Alexandre Castro, Sandra Santos e Pedro Lopes | 3 de janeiro de 2025   |
| Jacinto acredita que está na altura de Sérgio voltar às competições e o judoca escolha Bernardo como seu parceiro de treino. A relação de Telmo e Sheila passa por um período atribulado.           |              |                                   |                                                    |                                               |                        |
| 75 | 23           | "Todos os Tipos de Cor"           | João Gomes, Ricardo Inácio e Tiago Alvarez Marques | Alexandre Castro, Sandra Santos e Pedro Lopes | 10 de janeiro de 2025  |
| Vera lesiona-se gravemente antes de uma competição internacional. Diana e Sérgio descobrem que o pai está vivo.                                                                                     |              |                                   |                                                    |                                               |                        |
| 76 | 24           | "O Preço da Verdade"              | João Gomes, Ricardo Inácio e Tiago Alvarez Marques | Alexandre Castro, Sandra Santos e Pedro Lopes | 17 de janeiro de 2025  |
| O artigo de Carlos sobre Raul e Heitor leva o diretor da Academia a pedir ajuda a Sílvia e a repensar a sua carreira. Filipa ouve uma conversa entre Ivo e Diana.                                   |              |                                   |                                                    |                                               |                        |
| 77 | 25           | "Experimenta Dizer o Que Pensas"  | João Gomes, Ricardo Inácio e Tiago Alvarez Marques | Alexandre Castro, Sandra Santos e Pedro Lopes | 24 de janeiro de 2025  |
| O distúrbio alimentar de Maria Elisa piora nas vésperas do estágio em Berlim. Sheila reconsidera a relação com Telmo e Olek declara-se a Maria Elisa.                                               |              |                                   |                                                    |                                               |                        |
| 78 | 26           | "Segredos"                        | João Gomes, Ricardo Inácio e Tiago Alvarez Marques | Alexandre Castro, Sandra Santos e Pedro Lopes | 31 de janeiro de 2025  |
| Os ensaios da peça de teatro trazem ao de cima revelações chocantes, segredos, confrontos e tensões entre os alunos da Academia.                                                                    |              |                                   |                                                    |                                               |                        |

### 4.ª temporada (2025)
| N.º na série | N.º na temp. | Título                      | Dirigido por                                       | Escrito por                                   | Exibição original       |
| --- | ------------ | --------------------------- | -------------------------------------------------- | --------------------------------------------- | ----------------------- |
| 79 | 1            | "Todos os Sonhos do Mundo"  | João Gomes, Ricardo Inácio e Tiago Alvarez Marques | Alexandre Castro, Sandra Santos e Pedro Lopes | 7 de fevereiro de 2025  |
| O sonho de participar nos Jogos Olímpicos está cada vez mais próximo e Diana recebe uma oportunidade única. Uma nova atleta traz a esgrima à Academia. |              |                             |                                                    |                                               |                         |
| 80 | 2            | "Castigo e Perdão"          | João Gomes, Ricardo Inácio e Tiago Alvarez Marques | Alexandre Castro, Sandra Santos e Pedro Lopes | 14 de fevereiro de 2025 |
| Maria Elisa regressa a Academia e Mário prepara-se para a última sessão do julgamento. Sara mostra-se incessante na procura pela sua privacidade. |              |                             |                                                    |                                               |                         |
| 81 | 3            | "Benjamin"                  | João Gomes, Ricardo Inácio e Tiago Alvarez Marques | Alexandre Castro, Sandra Santos e Pedro Lopes | 21 de fevereiro de 2025 |
| A Academia recebe mais um novo atleta, Salvador. Filipa revela uma grande fragilidade emocional e muita dificuldade em lidar com a maternidade. |              |                             |                                                    |                                               |                         |
| 82 | 4            | "O Que Nos Vai na Alma"     | João Gomes, Ricardo Inácio e Tiago Alvarez Marques | Alexandre Castro, Sandra Santos e Pedro Lopes | 28 de fevereiro de 2025 |
| Quando Laura reconhece Iolanda como sendo a mãe biológica da filha, gera-se uma onda inseguranças e incertezas sobre o futuro de Vera na Academia. |              |                             |                                                    |                                               |                         |
| 83 | 5            | "Obsessão Paternal"         | João Gomes, Ricardo Inácio e Tiago Alvarez Marques | Alexandre Castro, Sandra Santos e Pedro Lopes | 7 de março de 2025      |
| Vasco é confrontado e agredido pelo pai de um jogador. Ivo e Filipa aproximam-se. Sérgio finalmente recebe novidades da Federação. |              |                             |                                                    |                                               |                         |
| 84 | 6            | "Confiança Cega"            | João Gomes, Ricardo Inácio e Tiago Alvarez Marques | Alexandre Castro, Sandra Santos e Pedro Lopes | 14 de março de 2025     |
| Célia descobre que Sérgio mantém contacto com o pai e que foi enganada sobre o aluguer de um espaço. Paulão pede ajuda a António para treinar. |              |                             |                                                    |                                               |                         |
| 85 | 7            | "Desistir"                  | João Gomes, Ricardo Inácio e Tiago Alvarez Marques | Alexandre Castro, Sandra Santos e Pedro Lopes | 21 de março de 2025     |
| Ivo desabafa com Maria Elisa sobre equilibrar as suas responsabilidades como pai, estudante e atleta. Raquel fica com ciúmes de Vera. |              |                             |                                                    |                                               |                         |
| 86 | 8            | "Libertação"                | João Gomes, Ricardo Inácio e Tiago Alvarez Marques | Alexandre Castro, Sandra Santos e Pedro Lopes | 28 de março de 2025     |
| A desmotivação de Margarida é evidenciada por todos à sua volta. Dino confronta o pai quando este se mostra obsessivo com a carreira do filho. |              |                             |                                                    |                                               |                         |
| 87 | 9            | "Ponto de Partida"          | João Gomes, Ricardo Inácio e Tiago Alvarez Marques | Alexandre Castro, Sandra Santos e Pedro Lopes | 4 de abril de 2025      |
| Filipa decide voltar a treinar e pede ajuda a Margarida. O segredo de Paulão quase é revelado e Salvador continua interessado em Cláudia. |              |                             |                                                    |                                               |                         |
| 88 | 10           | "Segundas Oportunidades"    | João Gomes, Ricardo Inácio e Tiago Alvarez Marques | Alexandre Castro, Sandra Santos e Pedro Lopes | 11 de abril de 2025     |
| Sérgio é castigado pelo novo treinador e Rui esconde problemas financeiros de Joana. Gabriela força Diana a falar com Ivo. |              |                             |                                                    |                                               |                         |
| 89 | 11           | "Qual é o Teu Preço?"       | João Gomes, Ricardo Inácio e Tiago Alvarez Marques | Alexandre Castro, Sandra Santos e Pedro Lopes | 11 de abril de 2025     |
| Pressionado pela perda de patrocínios, Dino é confrontado com a importância da honestidade no desporto. Rui é apanhado numa bola de neve de mentiras. |              |                             |                                                    |                                               |                         |
| 90 | 12           | "A Ignorância é uma Bênção" | João Gomes, Ricardo Inácio e Tiago Alvarez Marques | Alexandre Castro, Sandra Santos e Pedro Lopes | 11 de abril de 2025     |
| Filipa descobre que Ivo pode não ser o pai de Camila. Telmo envolve-se em situações constrangedoras e Maria Elisa e Sara têm um desentendimento. |              |                             |                                                    |                                               |                         |
| 91 | 13           | "Quem Morreu?"              | João Gomes, Ricardo Inácio e Tiago Alvarez Marques | Alexandre Castro, Sandra Santos e Pedro Lopes | 11 de abril de 2025     |
| Uma explosão interrompe a prova de Diana e ninguém a consegue contactar. Carlos descobre mensagens suspeitas no telefone de José Pedro. |              |                             |                                                    |                                               |                         |
| 92 | 14           | "E a Vida Segue"            | João Gomes, Ricardo Inácio e Tiago Alvarez Marques | Alexandre Castro, Sandra Santos e Pedro Lopes | 11 de abril de 2025     |
| Maria Elisa tenta provar a sua inocência numa desqualificação. Bernardo lida com o luto e Diana esforça-se para tranquilizar a família e os amigos. |              |                             |                                                    |                                               |                         |
| 93 | 15           | "Inevitável"                | João Gomes, Ricardo Inácio e Tiago Alvarez Marques | Alexandre Castro, Sandra Santos e Pedro Lopes | 18 de abril de 2025     |
| Diana expressa vontade de voltar à Academia e treinar com Margarida. António é nomeado o novo treinador de Maria Elisa. |              |                             |                                                    |                                               |                         |
| 94 | 16           | "Atrás da Verdade"          | João Gomes, Ricardo Inácio e Tiago Alvarez Marques | Alexandre Castro, Sandra Santos e Pedro Lopes | 25 de abril de 2025     |
| Sara é ameaçada após ter sido desclassificada injustamente da competição de esgrima. Raul e Matias tentam desvendar os acontecimentos suspeitos que colocam a segurança da Academia em causa.                                                                 |              |                             |                                                    |                                               |                         |
| 95 | 17           | "Fim da Linha"              | João Gomes, Ricardo Inácio e Tiago Alvarez Marques | Alexandre Castro, Sandra Santos e Pedro Lopes | 2 de maio de 2025       |
| Raul prepara os atletas para a competição olímpica. Vera e Paulão vivem momento romântico, e Inácio é procurado por crimes de burla e fraude. |              |                             |                                                    |                                               |                         |
| 96 | 18           | "O Lado Mau"                | João Gomes, Ricardo Inácio e Tiago Alvarez Marques | Alexandre Castro, Sandra Santos e Pedro Lopes | 9 de maio de 2025       |
| Salvador assedia Cláudia, e Sérgio enfrenta uma lesão que poderá mudar o seu futuro. |              |                             |                                                    |                                               |                         |
| 97 | 19           | "Vale a Pena?"              | João Gomes, Ricardo Inácio e Tiago Alvarez Marques | Alexandre Castro, Sandra Santos e Pedro Lopes | 16 de maio de 2025      |
| Os atletas da academia entram em greve, enquanto Carlos investiga Salvador e descobre informações comprometedoras. Gabriela afasta-se de Raquel. |              |                             |                                                    |                                               |                         |
| 98 | 20           | "Paternidade"               | João Gomes, Ricardo Inácio e Tiago Alvarez Marques | Alexandre Castro, Sandra Santos e Pedro Lopes | 23 de maio de 2025      |
| Raul é humilhado ao deixar a Academia. Filipa não consegue lidar mais com o segredo da paternidade de Camila e revela a verdade a Maria Elisa. |              |                             |                                                    |                                               |                         |
| 99 | 21           | "Consequências"             | João Gomes, Ricardo Inácio e Tiago Alvarez Marques | Alexandre Castro, Sandra Santos e Pedro Lopes | 30 de maio de 2025      |
| Ivo descobre que Camila não é sua filha. Sílvia pressiona Filipa a sair de casa e Rui acaba por ajudá-la a cuidar de Camila. |              |                             |                                                    |                                               |                         |
| 100 | 22           | "Bloqueada"                 | João Gomes, Ricardo Inácio e Tiago Alvarez Marques | Alexandre Castro, Sandra Santos e Pedro Lopes | 6 de junho de 2025      |
| Vera segue os conselhos de Iolanda e é a primeira apurada para as Olimpíadas. Rui e Filipa conversam sobre o futuro de Camila, enquanto Ivo regressa aos treinos.                                                                                             |              |                             |                                                    |                                               |                         |
| 101 | 23           | "Armadilha"                 | João Gomes, Ricardo Inácio e Tiago Alvarez Marques | Alexandre Castro, Sandra Santos e Pedro Lopes | 13 de junho de 2025     |
| Alice chega à Academia para fazer um estágio como tenista. Dino acaba detido pela polícia, e Sara decide revelar o seu segredo publicamente durante uma live.                                                                                                 |              |                             |                                                    |                                               |                         |
| 102 | 24           | "Decisão Final"             | João Gomes, Ricardo Inácio e Tiago Alvarez Marques | Alexandre Castro, Sandra Santos e Pedro Lopes | 13 de junho de 2025     |
| A relação de Gabriela e Raquel está cada vez mais conturbada. Apesar do sucesso na Academia, Gabriela enfrenta dúvidas interiores e expressa a sua vontade de mudar de sexo.                                                                                  |              |                             |                                                    |                                               |                         |
| 103 | 25           | "Trauma"                    | João Gomes, Ricardo Inácio e Tiago Alvarez Marques | Alexandre Castro, Sandra Santos e Pedro Lopes | 13 de junho de 2025     |
| Olek perde a bolsa da Federação e abandona a Academia. Com o apuramento das Olimpíadas mesmo a chegar o cenário fica cada vez mais tenso, Diana sente-se insegura e Rui e Sérgio vêem-se obrigados a abrandar.                                                |              |                             |                                                    |                                               |                         |
| 104 | 26           | "Passaporte Olímpico"       | João Gomes, Ricardo Inácio e Tiago Alvarez Marques | Alexandre Castro, Sandra Santos e Pedro Lopes | 13 de junho de 2025     |
| Os Eleitos garantem o seu lugar nos Jogos Olímpicos, mais unidos do que nunca partem em direção a Paris para representar Portugal. Maria Elisa fica noiva de Márcio, e Gabriela conta os seus planos de transição de género que mudam o rumo da sua carreira. |              |                             |                                                    |                                               |                         |